# Hòa Bình, Hữu Lũng
Hòa Bình là một xã thuộc huyện Hữu Lũng, tỉnh Lạng Sơn, Việt Nam.

## Địa lý
Xã Hòa Bình có diện tích 37,57 km², dân số năm 1999 là 2.519 người, mật độ dân số đạt 67 người/km².
Theo thống kê năm 2019, xã Hòa Bình có diện tích  km², dân số là 2.556 người, mật độ dân số đạt 68 người/km².

## Hành chính
Xã Hòa Bình được chia thành 6 thôn: Non Hương, Vĩnh Yên, Đồng Lốc, Đồng Lươn, Tô Hiệu, Trãng.